# Sipán

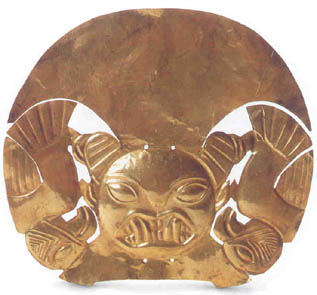
Mochica Headress Condor

Sipán är en arkeologisk fyndplats i norra Peru som hänförs till Mochekulturen. Platsen är känd för gravläggningen av El Señor de Sipán  (Sipáns herre). Graven grävdes ut av Walter Alva. 
Fyndet anses vara särskilt intressant då det inte drabbats av skövling utan fått legat orört fram tills nutid.